# Тропски дан
Тропски дан је дан у коме је максимална температура ваздуха једнака или већа од 30°C. Карактеристичан је за области тропске и суптропске климе, али се током лета јавља и у регионима са умереноконтиненталном климом.
У случају када температура ваздуха остане или буде виша од 20°C, током ноћи, онда је то тропска ноћ.